# Batesville (Arkansas)
Batesville è un centro abitato (city) degli Stati Uniti d'America, situato nella contea di Independence dello Stato dell'Arkansas. Nel 2009 la popolazione era di 9.435 abitanti.

## Geografia fisica
Secondo i rilevamenti dello United States Census Bureau, Batesville si estende su una superficie di 10,63 km².